# Tlaxcaltékové
Tlaxcala (klasický nahuatl Tlaxcallān) neboli „místo kukuřičné tortilly“, bylo město národa Tlaxcaltéků v předkolumbovské Americe včetně okolního území, byl to městský stát v centrálním Mexiku, který se časem rozrostl o další kmeny a města do velké konfederace s centrem v Tlaxcale. Konfederace městských států byla spravován jako republika s vládou 50 až 200 úředníků vybíraných jak z řad aristokracie, tak i prostých občanů. Další expanze tlaxcaltéského státu byla nemožná vzhledem k faktu, že byl ze všech stran obklopen územím říše Aztéků. Svaz měst Tlaxcaly tak tvořil enklávu uprostřed mocnější Aztécké říše, ke které Tlaxcaltékové chovali trvalé nepřátelství. Soupeřili s Aztéky v Květinové válce, rituálních soubojích na získávání zajatců k obětování. Po příchodu Španělů do Mexika došlo ke krátkému konfliktu mezi muži Hernána Cortése a Tlaxcaltéky, následně se stali jeho nejcennějšími spojenci při dobývání Aztécké říše.

## Dějiny

### Uprostřed říše Aztéků

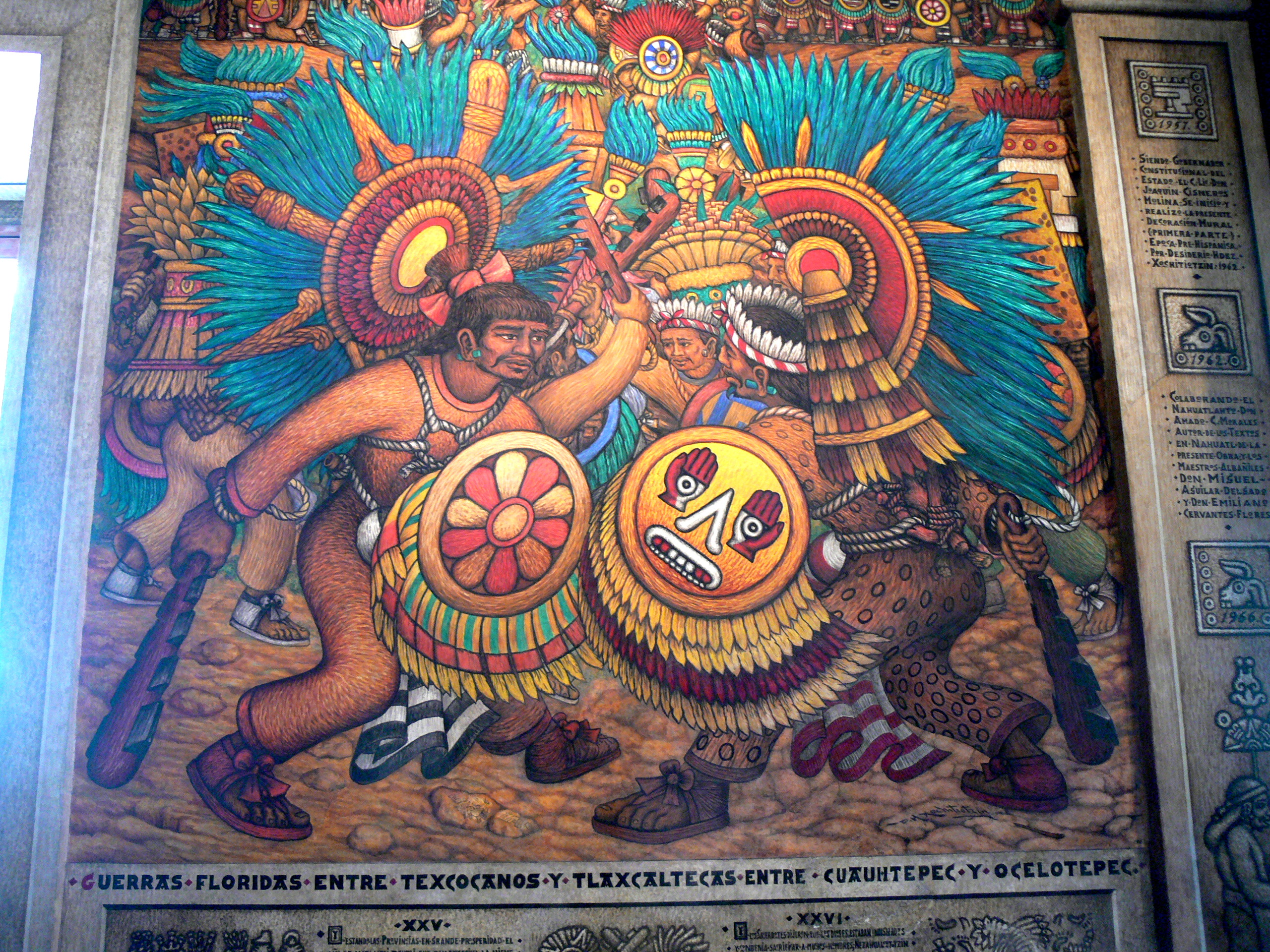
Tlaxcaltékové bojují v Květinové válce proti válečníkům z Texcoca, Cuauhtepecu a Ocelotepecu

Tlaxcalu Aztékové nikdy nedobyli, ale vedli s ní a dalšími nepřetržitý ozbrojený konflikt zvaný Květinová válka za účelem stálého přísunu válečných zajatců, které následně rituálně obětovali bohům. Nicméně série porážek z přelomu 15. a 16. století Tlaxcalu velmi oslabila a octla se v izolaci. V době příchodu Španělů se její osud již zdál zpečetěn. Tato situace napomohla Hernánu Cortésovi při dobývání říše Aztéků v letech 1519–1521, neboť jej podpořila jak Tlaxcala, tak řada aztéckých vazalů, kteří využili první příležitost povstat proti nenáviděným vládcům.

### Během dobývání říše Aztéků

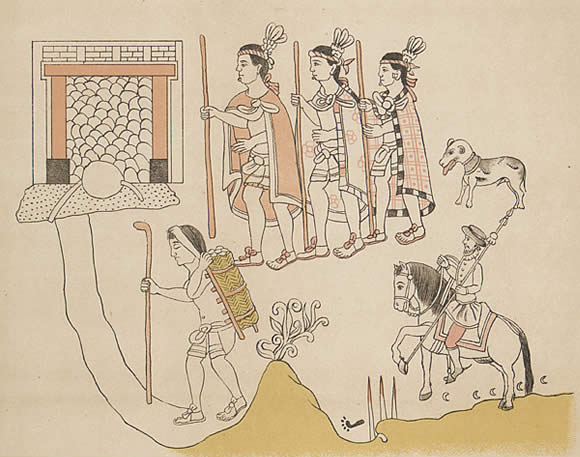
Tlaxcaltékové doprovází Hernána Cortése do Chalca, 1519, Historie Tlaxcaly

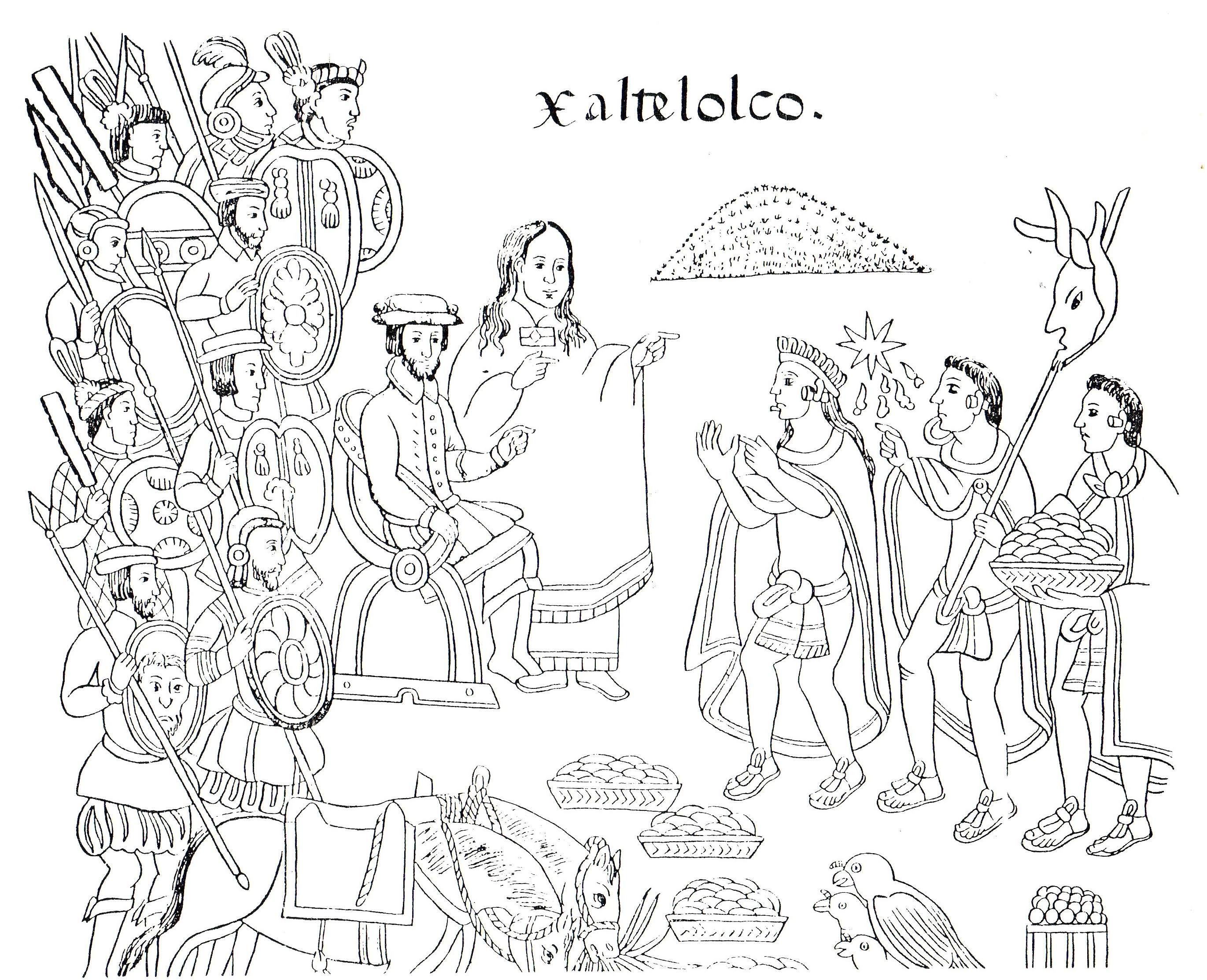
Cortés s pomocí Malinche rozmlouvá s vyslanci Tlaxcaly, ilustrace kodexu Historie Tlaxcaly

Během Cortésova tažení se Tlaxcaltékové zapojili do války na straně Španělů proti Aztékům. Španělské conquistadory vnímali jako své osvoboditele a poskytli jim velký kontingent svých bojovníků, přestože první setkání se Španěly nedopadlo zrovna růžově. Odvážní Tlaxcaltékové pozvedli proti Španělům zbraně, a v odporu si patrně vedli natolik dobře, že španělský conquistador Bernal Díaz del Castillo popsal první střet s Tlaxcaltéky jako překvapivě obtížný. Kromě tedy u indiánů obvyklé početní převahy, zaujali Tlaxcaltékové Španěly svou neobvyklou udatností a válečnickým umem. Castillo napsal mimo jiné, že by se Tlaxcaltékové raději nechali zabít, pokud však zavčasu nezasáhli jejich vládci Xicotencatl Starší a Maxixcatzin a nepřesvědčili by svého velitele Xicotencatla Mladšího o výhodnosti spojenectví s novými příchozími. Ve společném vojsku následně Tlaxcaltékové početně převýšili jak lépe vyzbrojené conquistadory, tak i Totonaky a další domorodé kmeny ochotné následovat Španěly k samému centru říše nenáviděných Aztéků. Při rozhodujícím útoku na Tenochtitlán v létě 1521 tak byla malá Cortésova armáda podporována více než 100 tisíci bojovníky Tlaxcaly a dalších domorodých městských států. Společně vytvořili sílu, která dobyla hlavní město Aztéků Tenochtitlán a tím ukončili existenci Aztécké říše. Tlaxcaltékové později Španělům pomáhali také při dobývání Guatemaly.

### Osud Tlaxcaly po pádu říše Aztéků

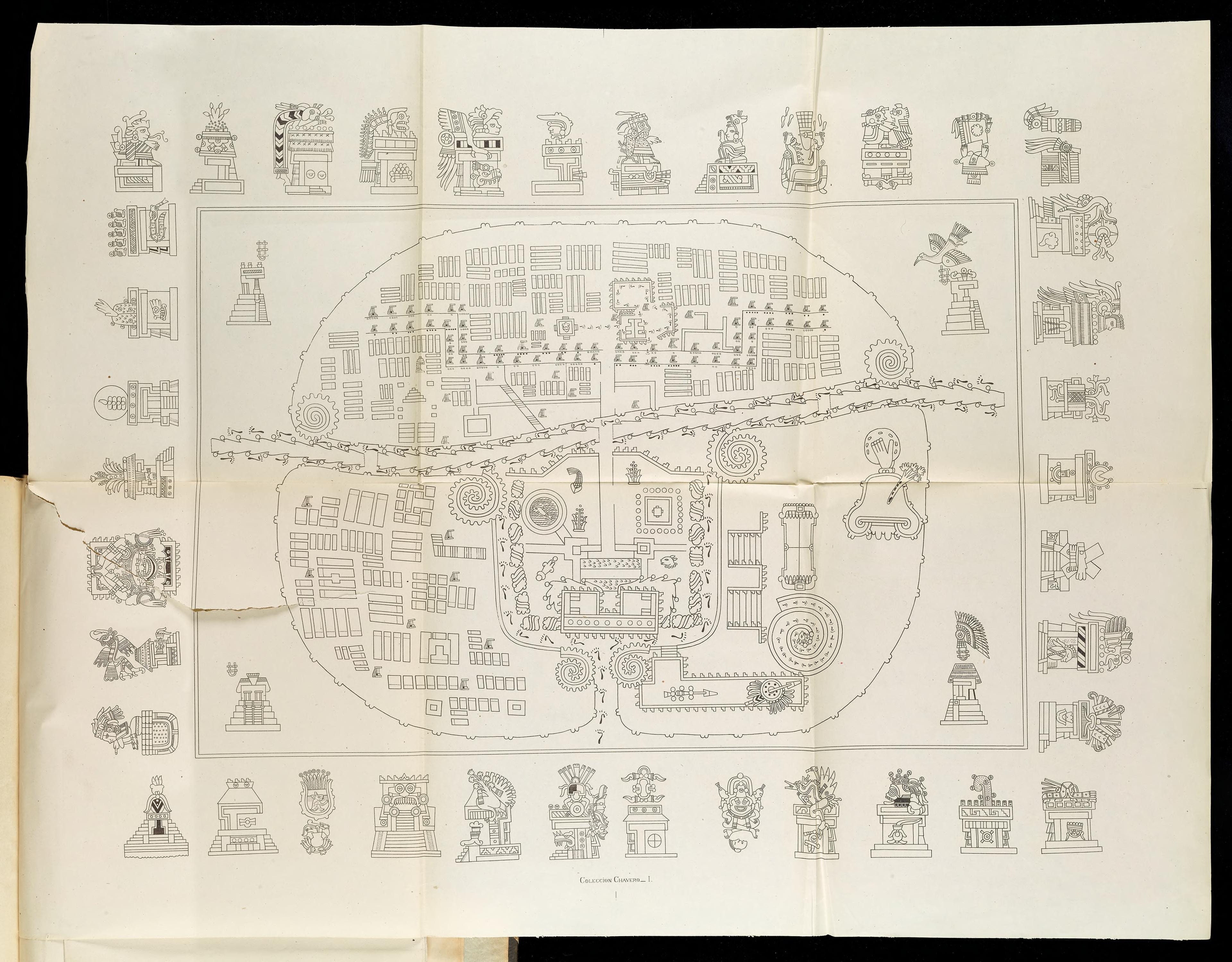
Mapa Tlaxcaly, 1901

Za své služby byli Tlaxcaltékové po dobytí Tenochtitlánu odměněni Španěly uznáním a respektem v podobě vyššího společenského postavení v novém koloniálním Mexiku než jiní domorodci. Byli nejen ušetřeni ničení a drancování conquistadory, ale také si mohli zachovat svou původní předkolumbovskou kulturu. Roku 1545 (26 let po dobytí Mexika Španěly) španělský korigátor Gómez de Santillán rozdělil území Tlaxcaly do čtyř panství Ocotelolco, Quiahuiztlán, Tepeticpac a Tizatlán, protože na vládu vznášely nárok čtyři různé rodové větve, povětšinou s uměle vytvořenou fiktivní genealogií sahající do předkolumbovské doby, aby ospravedlnily svá dědická práva. Další výhodou pro Tlaxcaltéky byla i dostupnější lékařská péče. Ani to však nezabránilo tomu, aby jejich populaci nezdecimovaly epidemie evropských nemocí spolu s migrací a nezredukovali ji na nepatrnou menšinu. Svůj nemalý podíl na tom patrně neslo i vyhloubení nového kanálu Nochistongo, které zapříčinilo vysoušení Údolí Mexika. Dle Katolické encyklopedie žilo v roce 1625 v Tlaxcale pouhopouhých 700 obyvatel, přestože o století dříve jejich populace dosahovala až 300 000. Zbylí domorodí obyvatelé tak postupně zmizeli nebo se rozplynuli v daleko početnější populaci kolonistů.